# Nemocnice Most

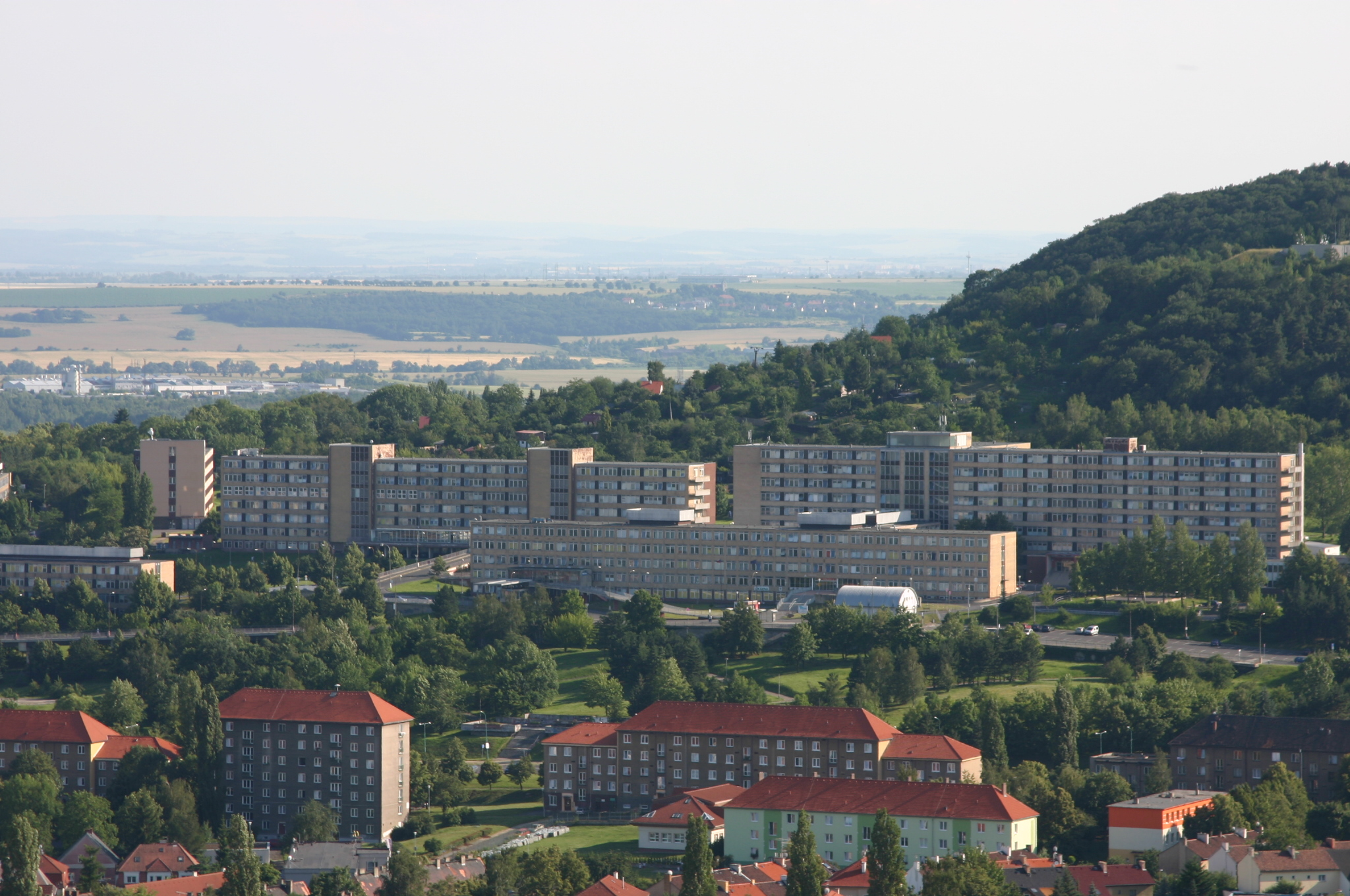
Areál nemocnice

Nemocnice Most je zdravotnické zařízení ve městě Most. Od roku 2007 je odštěpným závodem Krajské zdravotní, a. s. Do té doby byla Nemocnice s poliklinikou Most příspěvkovou organizací zřízenou Ústeckým krajem. Poskytuje služby nejen obyvatelům okresu Most, ale i širšímu okolí. Nemocnice má 1400 zaměstnanců, k dispozici je 787 lůžek a 26 oddělení. Ročně je hospitalizováno zhruba 30.000 pacientů. Téměř 250.000 pacientů je ročně ošetřeno v ambulancích a odborných poradnách. Zdejší porodnice je se svými 1350 porody ročně na druhém místě v Ústeckém kraji.

## Historie nemocnice
Základem mostecké nemocnice se stal špitál sv. Lazara, který je poprvé zmíněn v roce 1571. V roce 1851 z tohoto špitálu a vojenského lazaretu vznikla hned v těsné blízkosti jiného špitálu sv. Ducha městská nemocnice. Nemocnice měla 52 lůžek a její provoz byl zahájen v roce 1855.

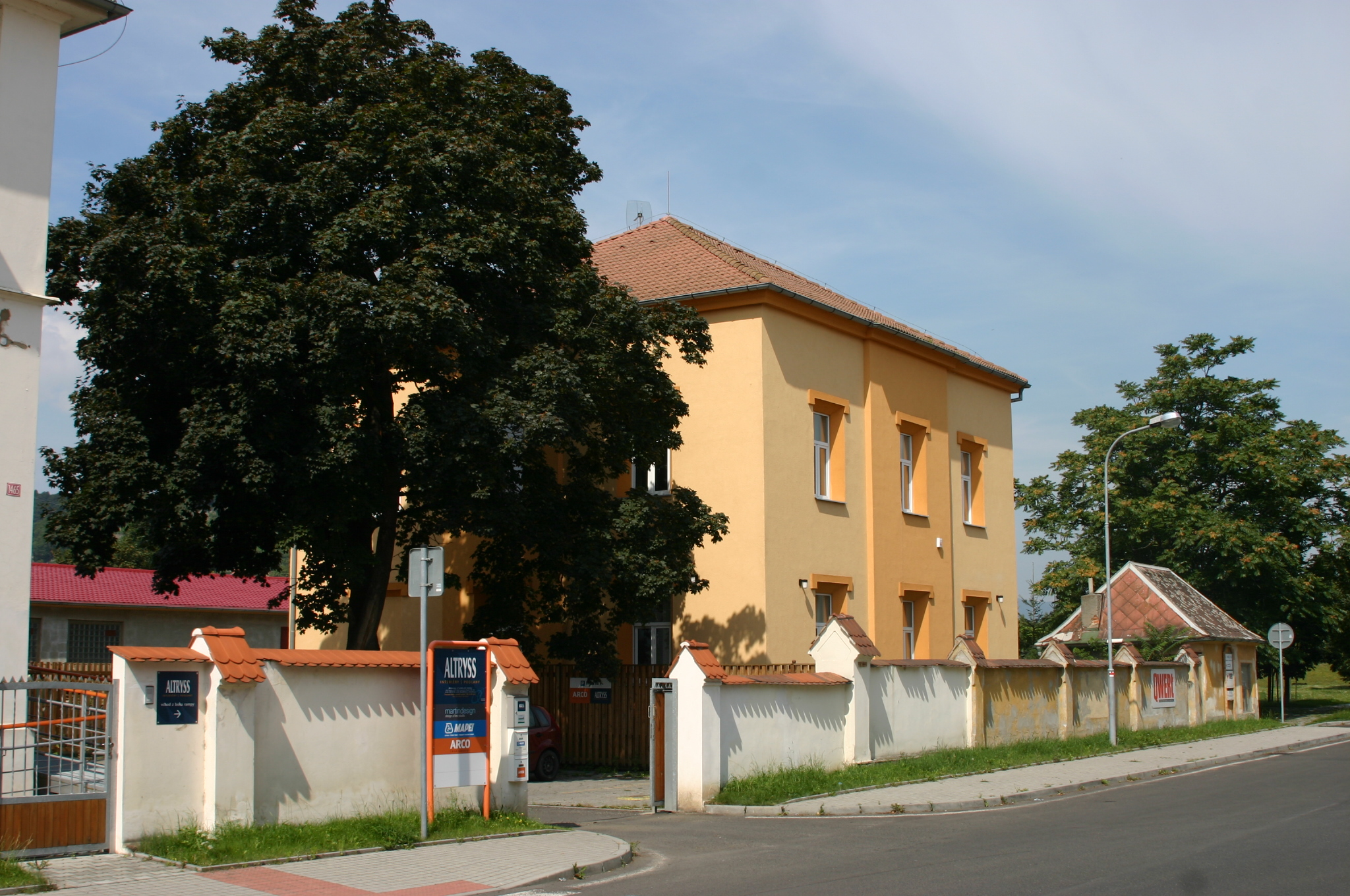
Poslední stojící budova staré nemocnice

S rozvojem průmyslu a hornictví na Mostecku rostl i počet obyvatel a proto rozhodlo okresní zastupitelstvo v roce 1898 vybudovat větší okresní nemocnici. K tomu účelu věnovala hornická bratrská pokladna peníze na nákup 2,5 hektaru velkého pozemku vedle dosavadní městské nemocnice. Se stavbou se začalo v roce 1899 a za rok již byla Všeobecná nemocnice Františka Josefa I. zprovozněna. V areálu se nacházel pavilón interny (70 lůžek), chirurgie (46 lůžek) a infekční (23 lůžek). K nemocnici patřila záchranná stanice, hospodářská budova, obytný dům a márnice.
Okresní nemocnice byla postupně rozšiřována až v roce 1925 měla již 459 lůžek a byla druhou největší nemocnicí v Čechách.
Na konci roku 1945 se nemocnice skládala ze 14 budov a 4 nouzových dřevěných baráků. Nemocnice měla 825 lůžek a 5 odborných oddělení – interní, infekční, chirurgické, ortopedické a rentgenologické. S odsunem německého obyvatelstva musela nemocnice naléhavě řešit personální obsazení. Jedinou výjimku tvořily řádové sestry, většinou německé národnosti, které pracovaly v nemocnici až do dubna 1954. V roce 1946 v Mostě vznikla ošetřovatelská škola. V roce 1952 měla mostecká nemocnice 15 samostatných oddělení a sloužila jako oblastní nemocnice pro severočeský hnědouhelný revír. Svým přístrojovým a personálním zázemím je od 60. let třetí největší nemocnicí v kraji.

### Výstavba nové nemocnice
O výstavbě nové nemocnice se uvažovalo již v poválečných letech, protože rozšiřování v původním areálu bylo problematické vzhledem ke geologickým důsledkům důlní činnosti. Teprve po rozhodnutí o likvidaci města Mostu v roce 1964 se objevila nutnost výstavby nové nemocnice s poliklinikou. Od původního záměru vybudovat novou nemocnici s 895 lůžky v Mostě a novou nemocnici v Litvínově se 460 lůžky bylo upuštěno a kapacita mostecké nemocnice byla rozšířena na 1300 lůžek. Stavba byla zahájena v roce 1967 na úpatí vrchu Ressl na západním okraji nově vznikajícího města. V první etapě byly postaveny budovy polikliniky, blok I a II, budova okresní hygienické stanice a hospodářská budova. Ty byly uvedeny do provozu v roce 1975, o dva roky později byly dokončeny pavilony infekce, střední zdravotnické školy a ubytovny. Do roku 1992 byla dostavěna budova diagnostiky. V tomto roce měla nemocnice 1570 lůžek. V roce 1998 byla v areálu zrekonstruována přistávací plocha, která umožňuje přistání vrtulníku rychlé záchranné služby i v noci. V roce 2004 byly nově zrekonstruovány centrální operační sály.

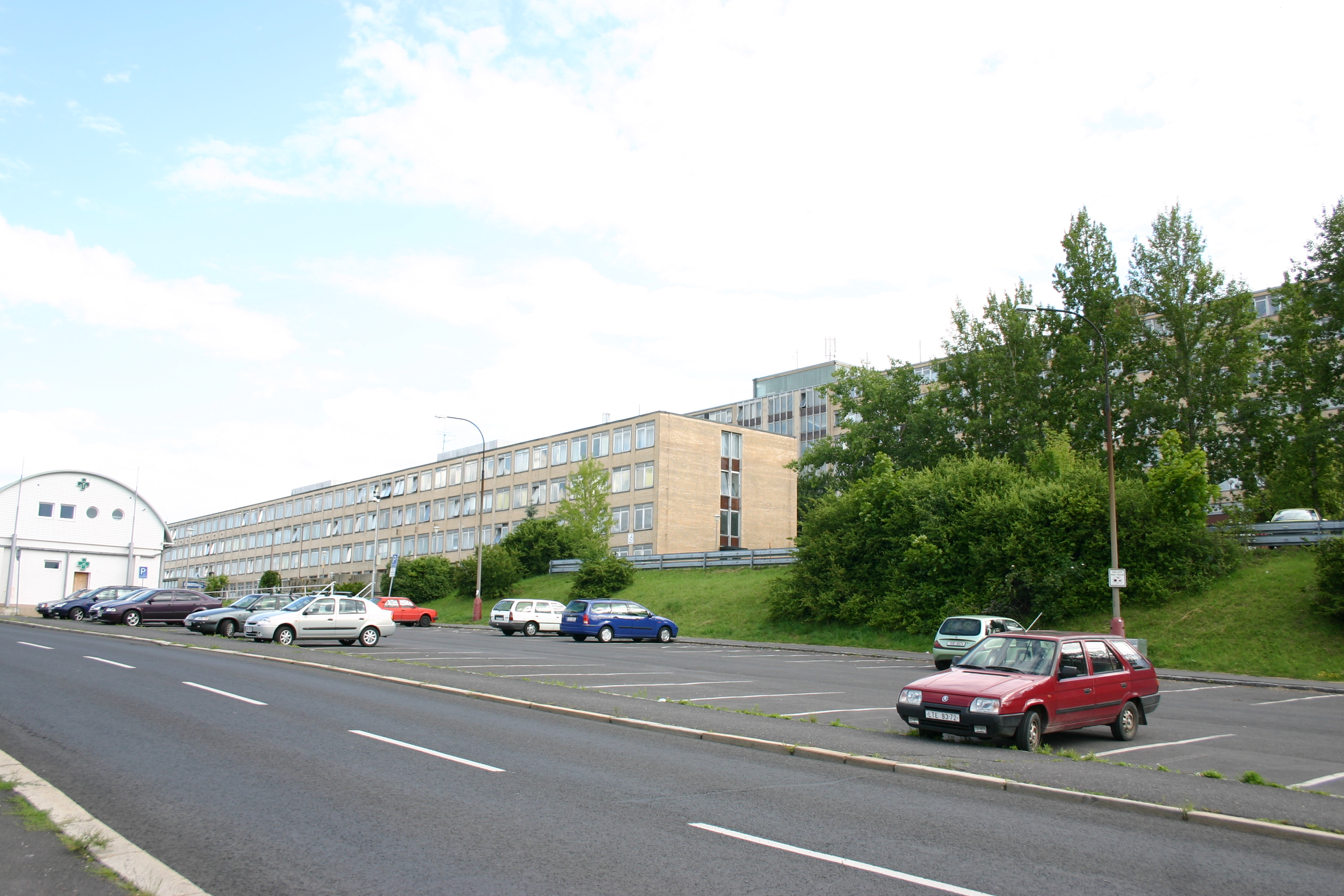
Část pavilonů mostecké nemocnice

Samotnou nemocnici tvoří soustava budov, které jsou vzájemně propojeny podzemními spojovacími chodbami, které slouží k přepravě pacientů k lékařským úkonům, dopravě stravy, prádla, zdravotnického materiálu apod. Zdravotní péče je zajišťována celkem v šesti budovách, přičemž základní obory včetně lůžkové části jsou převážně soustředěny do monobloku a bloku II.
V areálu nemocnice se dále nacházejí budova s pracovišti krajské hygienické stanice, zdravotního ústavu a patologie, budova dopravy, hospodářská budova a budova ubytovny.

### Nemocnice na kraji města
Známý televizní seriál Nemocnice na kraji města se začal natáčet v roce 1976 částečně v interiérech mostecké nemocnice. Když však herec Karel Höger v roli primáře Sovy po půl roce natáčení zemřel a na jeho místo byl vybrán slovenský herec Ladislav Chudík, scény se již nepřetáčely v nemocnici, ale ve studiích. V seriálu nakonec zůstaly pouze automobily s mosteckou SPZ.

## Současnost nemocnice
Mostecká nemocnice má nadregionální charakter, neboť je spádovou nemocnicí pro jihozápad Ústeckého kraje s téměř 400 tisíci obyvateli. Všechna oddělení zajišťují 24hodinovou zdravotní péči. Současným zřizovatelem je Ústecký kraj a nemocnice náleží do Krajské zdravotní, a.s., která vznikla 1. září 2007 transformací pěti nemocnic (vedle Mostu ještě Děčín, Ústí nad Labem, Teplice a Chomutov) do jednoho celku.

### Počty lůžek
Nemocnice má celkem 787 lůžek, které jsou podle oborů rozděleny takto:
- anesteziologicko-resuscitační 8
- dětské a dorostové 120
- gynekologie a porodnictví 88
- chirurgie 115
- infekční 28
- interní 143
- kožní 25
- neurologie 56
- oční 20
- ortopedie 36
- plicní 28
- psychiatrie 80
- urologie 20
- ušní, krční, nosní 20

### Oddělení nemocnice
Úsek zdravotní péče se skládá z těchto oddělení:
- Anesteziologicko-resuscitační oddělení
- Dětské oddělení
- Klinická biochemie
- Centrální endoskopické pracoviště
- Centrální příjem
- Klinická hematologie
- Chirurgické oddělení
- I. interní oddělení
- II. interní oddělení
- Kožní oddělení – funguje pouze ambulantně

- Ústavní lékárna
- Mikrobiologické oddělení
- Neurologické oddělení
- Oční oddělení
- Klinická onkologie
- Centrální operační sály
- Ortopedické oddělení
- TBC a respiračních nemocí
- Urologické oddělení
- Ušní krční nosní oddělení
- Patologie
- Psychiatrické oddělení
- Rehabilitační oddělení
- Radiodiagnostické pracoviště
- Transfúzní oddělení
- Ženské oddělení